# Nerina
Nerina je žensko osebno ime.

## Izvor imena
Ime Nerina izhaja iz italijanskega imena Nerina. To je lahko ženska oblika italijanskega moškega imena Nerino, ki je izpeljanka iz imena Neri. Ime Neri pa je skrajšana oblika imena Ranieri, ki izhaja iz germanskega imena Raginhar v pomenu »božja, močna vojska«  

## Različice imena
- ženska različica imena: Nera
- moške različice imena: Nerejo, Nereo, Neri, Nerino

## Tujejezikovne različice imena
- pri Italijanih: Nerina (ž), Nerino (m), Neri (m), Nereo (m)
- pri Madžarih: Nerina

## Pogostost imena
Po podatkih Statističnega urada Republike Slovenije je bilo na dan 31. decembra 2007 v Sloveniji število ženskih oseb z imenom Nerina: 87.

## Osebni praznik
V koledarju je ime Nerina uvrščeno k imenu Nerej, ki goduje 12. maja (Nerej, rimski mučenec, † 12. maja v 1. stoletju).

## Zanimivost
Sv. Ranieri, spoznavalec, je patron mesta Pise v Italiji.